# Lijst van beelden in Noordwijk
Dit is een chronologische lijst van beelden in de Nederlandse gemeente Noordwijk. Onder een beeld wordt hier verstaan elk driedimensionaal kunstwerk in de openbare ruimte van de Nederlandse gemeente Noordwijk (Noordwijk aan Zee, Noordwijk-Binnen, Noordwijkerhout en De Zilk), waarbij beeld wordt gebruikt als verzamelbegrip voor sculpturen, standbeelden, installaties, gedenktekens en overige beeldhouwwerken.
- Voor een volledig overzicht van de beschikbare afbeeldingen zie: Beelden in Noordwijk op Wikimedia Commons.
- Deze lijst is niet geheel actueel meer in januari 2020, zo zijn er enkele objecten verplaatst in voorgaande jaren (naar een hier nog niet bekende bestemming), opgeslagen of elders ondergebracht. Over het algemeen is de lijst nog wel representatief en redelijk compleet.

| Geplaatst                                  | Omschrijving | Kunstenaar                                                                  | Straat | Plaats                             | Materiaal                                                                                     | Afbeelding |
| ------------------------------------------ | --- | --------------------------------------------------------------------------- | --- | ---------------------------------- | --------------------------------------------------------------------------------------------- | ---------- |
| 18e eeuw / 1819                            | Wapen Van Limburg Stirum |                                                                             | Klein Offem paardenstal | Noordwijk Binnen                   | natuursteen                                                                                   |            |
| 1876                                       | Christus (Goede Herder) |                                                                             | Sint-Victorlaan 13 (kerkhof) | Noordwijkerhout                    |                                                                                               |            |
| 1887                                       | Weeshuispoortje Het losse kopje (frontonsteen) boven de deur is een versiering uit de Renaissance (17e eeuw). Dit kunstwerk is eigendom van de gemeente. | Adriaen Mourisz                                                             | Voorstraat | Noordwijk Binnen                   | steen, frontonsteen, beton, hout en brons                                                     |            |
| 1903                                       | Wereldbol | kunstenaar onbekend, jugendstil                                             | Losplaatsweg op gevel voormalige gasfabriek | Noordwijk Binnen                   | ijzer                                                                                         |            |
| 1926                                       | Gevelbeeld Sint Jeroen |                                                                             | Van Limburg Stirumstraat - R.K. Kerk | Noordwijk Binnen                   | natuursteen                                                                                   |            |
| 1928                                       | Pickémonument | Oswald Wenckebach                                                           | Picképlein | Noordwijk aan Zee                  | baksteen en brons                                                                             |            |
| 1930                                       | Bloemenverkoopster en bollenrooier | Lambertus Zijl                                                              | Herenweg (gemeentehuis) | Noordwijkerhout                    |                                                                                               |            |
| 1938                                       | Sint Victor | Mari Andriessen                                                             | Sint-Victorlaan 13 (kerk, gevel) | Noordwijkerhout                    |                                                                                               |            |
| 1939                                       | Sint Bavo | Jan & Alphons Custers                                                       | Langevelderweg | Noordwijkerhout                    |                                                                                               |            |
| 1940                                       | Jan van Kan | Rijnlandse kunstgieterij H.W. Stöxen-Zoon / Mej. Isabella van Beeck Calkoen | Bosweg | Noordwijk aan Zee                  | brons                                                                                         |            |
| 1943                                       | Job | Oswald Wenckebach (1943) & Henny Bal (1975)                                 | Raadhuisplein | Noordwijk Binnen                   | basaltkeien en brons                                                                          |            |
| 1946                                       | Pastoor L. Westerwoudt (pomp) |                                                                             | Sint-Victorlaan 13 (kerk, voorterrein) | Noordwijkerhout                    |                                                                                               |            |
| 1947                                       | Oorlogsmonument | Oswald Wenckebach                                                           | Herenweg 4 | Noordwijkerhout                    |                                                                                               |            |
| 1948                                       | Tappenbeck-monument of Bevrijdingsmonument | Oswald Wenckebach                                                           | Koningin Astridboulevard, aan het zuideinde. | Noordwijk aan Zee                  | brons en steen                                                                                |            |
| 1952                                       | Monument voor de Gevallenen | Corinne Franzén-Heslenfeld                                                  | Oude Zeeweg/ Rembrandtweg | Noordwijk aan Zee                  | kalksteen                                                                                     |            |
| 1952 (19 april)                            | Monument dr. mr. Willen van den Bergh (1850 Noordwijk - 1890 - Montreux)                                                                                 | E. Dugart                                                                   | Zwarteweg 20, bij Pianolaan (Verplaatsing in 1952 van grafsteen, vanuit Territet, Montreux, naar huidige locatie in Noordwijk naast Joods Monument. | Noordwijk Binnen                   | baksteen, natuursteen, marmer, hout, messing en brons                                         |            |
| 1955 (16 april)                            | Gedenksteen Zweefvlucht |                                                                             | Duindamseslag, op de hoek van de Oorlogsweg. In de zeereep.                                                                                         | Noordwijk aan Zee                  | natuursteen                                                                                   |            |
| 1955                                       | Maria | Wim Harzing                                                                 | Engelse tuin van St. Bavo | Noordwijkerhout                    |                                                                                               |            |
| 1955                                       | Muurmozaïek | architect: Aad Paardekooper                                                 | Willibrord-school (voorheen MAVO) | Noordwijk Binnen                   | geglazuurde stenen                                                                            |            |
| 1959                                       | Van Berckelbank | Oswald Wenckebach                                                           | Oude Zeeweg | Noordwijk aan Zee                  | brons en steen, zie ook tekst en wapen:                                                       |            |
| 1962                                       | Zeemeermin | Peter Gelencser                                                             | Koningin Wilhelminaboulevard, tegenover vuurtoren.                                                                                                  | Noordwijk aan Zee                  | brons en een kei                                                                              |            |
| 1964                                       | Janus | Joop van Kralingen                                                          | Vuurtorenplein | Noordwijk aan Zee                  | beton & kwarts (fontein met bassin)                                                           |            |
| 1964                                       | Muurmozaïek | Wil Tweehuizen                                                              | Vuurtorenplein (muur ter versiering van het plein)                                                                                                  | Noordwijk aan Zee                  | beton                                                                                         |            |
| 1965                                       | Vogel (ook Locomotief genoemd) | Henny Bal                                                                   | Van Panhuysstraat | Noordwijk Binnen                   | stenen muurplastiek                                                                           |            |
| 1965/1991                                  | Steenplastiek met gat | Henny Bal                                                                   | Voorstraat 42 (gemeentehuis, binnentuin) | Noordwijk Binnen                   | kalksteen                                                                                     |            |
| 1969                                       | Henriëtte Roland Holst | Lambertus Sondaar                                                           | Lindenplein | Noordwijk Binnen                   | brons en beton                                                                                |            |
| 1971                                       | Vogel | Tosca van der Haak                                                          | Montessoristraat, in groenstrook bij Rederijkersplein                                                                                               | Noordwijk Binnen                   | bronsplastiek                                                                                 |            |
| 1972                                       | Zonnewijzer | Ontworpen door P. van der Heiden en vervaardigd door A. van Leeuwen         | Nieuwe Zeeweg | Noordwijk aan Zee                  | plaatstaal                                                                                    |            |
| 1974                                       | Bremer Stadsmuzikanten | Maja van Hall                                                               | Stakman Bossestraat | Noordwijk Binnen                   | bronsplastiek                                                                                 |            |
| 1974                                       | Levensboom | Maja van Hall                                                               | Raadhuisstraat, bejaardentehuis St. Jeroen | Noordwijk Binnen                   | brons                                                                                         |            |
| 1975                                       | Uiltje | Tellervo Kipp                                                               | Hoogwakerbosstraat | Noordwijk aan Zee                  | staalplastiek, ijzer en beton                                                                 |            |
| 1975                                       | Totempaal | Tellervo Kipp                                                               | Hoogwakerbosstraat (school) | Noordwijk aan Zee                  | smeedijzer                                                                                    |            |
| 1976                                       | Albert Verwey | Oswald Wenckebach                                                           | Nieuwe Zeeweg | Noordwijk aan Zee                  | brons                                                                                         |            |
| 1976                                       | Vis | Koen Mertens                                                                | Prins Bernhardstraat | Noordwijk aan Zee                  | beton                                                                                         |            |
| 1976                                       | Zeetje houen | Piet Schoenmakers                                                           | Hoogwakerbosstraat (hoek Albert Verweijstraat) bij school                                                                                           | Noordwijk aan Zee                  | keramiek                                                                                      |            |
| 1976                                       | De Redder | Charlotte van Pallandt                                                      | Boulevard | Noordwijk aan Zee                  | bronsplastiek                                                                                 |            |
| 1978                                       | Bouwplastiek Vreewijk | Henny Bal                                                                   | Molenstraat-Garenhof (boogvormige toog) | Noordwijk Binnen                   | steen                                                                                         |            |
| 1978                                       | Keuvelplaats | Krekel van Spronsen                                                         | Pleintje op Garenhof | Noordwijk Binnen                   | steenplastiek (in de vorm van een totempaal)                                                  |            |
| 1980                                       | Man met hond | Elselien van der Graaf                                                      | Rederijkersplein (verplaatst, nog wel op hetzelfde plein)                                                                                           | Noordwijk Binnen                   | bronsplastiek, tweedelig (man en hond) (zie ook fotogalerij hieronder)                        |            |
|                                            | |                                                                             | |                                    | Een kleine hond loopt richting de slagerij,                                                   |            |
|                                            | |                                                                             | |                                    | Sterke, grote man, windt zich enorm op over het hondje dat gewoon doet waar hij zin in heeft, |            |
|                                            | |                                                                             | |                                    | De uitgestrekte hand, met de wijzende wijsvinger geeft aan dat hij zegt: 'hier, hier...'.     |            |
| 1980                                       | Plastiek | Henny Bal                                                                   | Stakman Bossestraat | Noordwijk Binnen                   | roestvaststalen platen en houtbalken                                                          |            |
| 1981                                       | Totempaal | Maggi Giles                                                                 | Stakman Bossestraat | Noordwijk Binnen                   | geglazuurd aardewerk                                                                          |            |
| 1983                                       | Surfer | Jits Bakker                                                                 | Bronckhorststraat | Noordwijk-Binnen                   | bronsplastiek                                                                                 |            |
| 1983                                       | Ziekzoeker | Jan W. Treffers                                                             | Kruising Haagwinde-Zeewinde | Noordwijk Binnen                   | bronsplastiek                                                                                 |            |
| 1983                                       | Balancerende kinderen | Frans van der Veld                                                          | Van Panhuysstraat (school) | Noordwijk Binnen                   | brons                                                                                         |            |
| 1983 (Gerestaureerd en herplaatst in 2017) | Plattegrond | Ab Steenvoorden                                                             | Nieuwe Zeeweg | Noordwijk (Tussen "zee en binnen") | keramiek                                                                                      |            |
| 1984                                       | Gewoon gelukkig | Frans van der Veld                                                          | Van de Mortelstraat, Achmea (Zilveren Kruis) | Noordwijk Binnen                   | brons                                                                                         |            |
| 1987                                       | Badman (Pieter Bedijn) | Frans van der Veld                                                          | Pieter Bedijnstraat/ Derk Bolhuisstraat | Noordwijk aan Zee                  | bronsplastiek                                                                                 |            |
| 1987                                       | Vernieuwing gemeentehuis |                                                                             | Gemeentehuis, Voorstraat | Noordwijk Binnen                   | staal                                                                                         |            |
| 1987                                       | Jan Kloos | Harry Storms                                                                | Gemeentehuis, Voorstraat | Noordwijk Binnen                   | brons                                                                                         |            |
| 1987                                       | Raadsvrouwe | Harry Storms                                                                | Parkeerterrein gemeentehuis, Hoek Zeestraat/Heilige Geestweg                                                                                        | Noordwijk Binnen                   | bronzen beeld aan paal                                                                        |            |
| 1988                                       | Schelpenkar | Gerard Brouwer                                                              | Bonnikeplein | Noordwijk Binnen                   | brons                                                                                         |            |
| 1988                                       | Beatrixboom |                                                                             | Raadhuisplein | Noordwijk Binnen                   | boom met smeedijzeren hek met medaillon                                                       |            |
| 1989                                       | Golf (abstracte kunst) | Anton Broos                                                                 | Oude Zeeweg | Noordwijk aan Zee                  | staalplastiek                                                                                 |            |
| 1990                                       | Dierenriem | Toon Slegers                                                                | Space Expo, Noordwijk, nabij Hoornes-Rijnsoever te Katwijk aan Zee. De beelden staan soms buiten aan de Keplerlaan 3                                | Noordwijk                          | Negen enkele bronzen beelden en drie dubbele. Tekens van de dierenriem.                       |            |

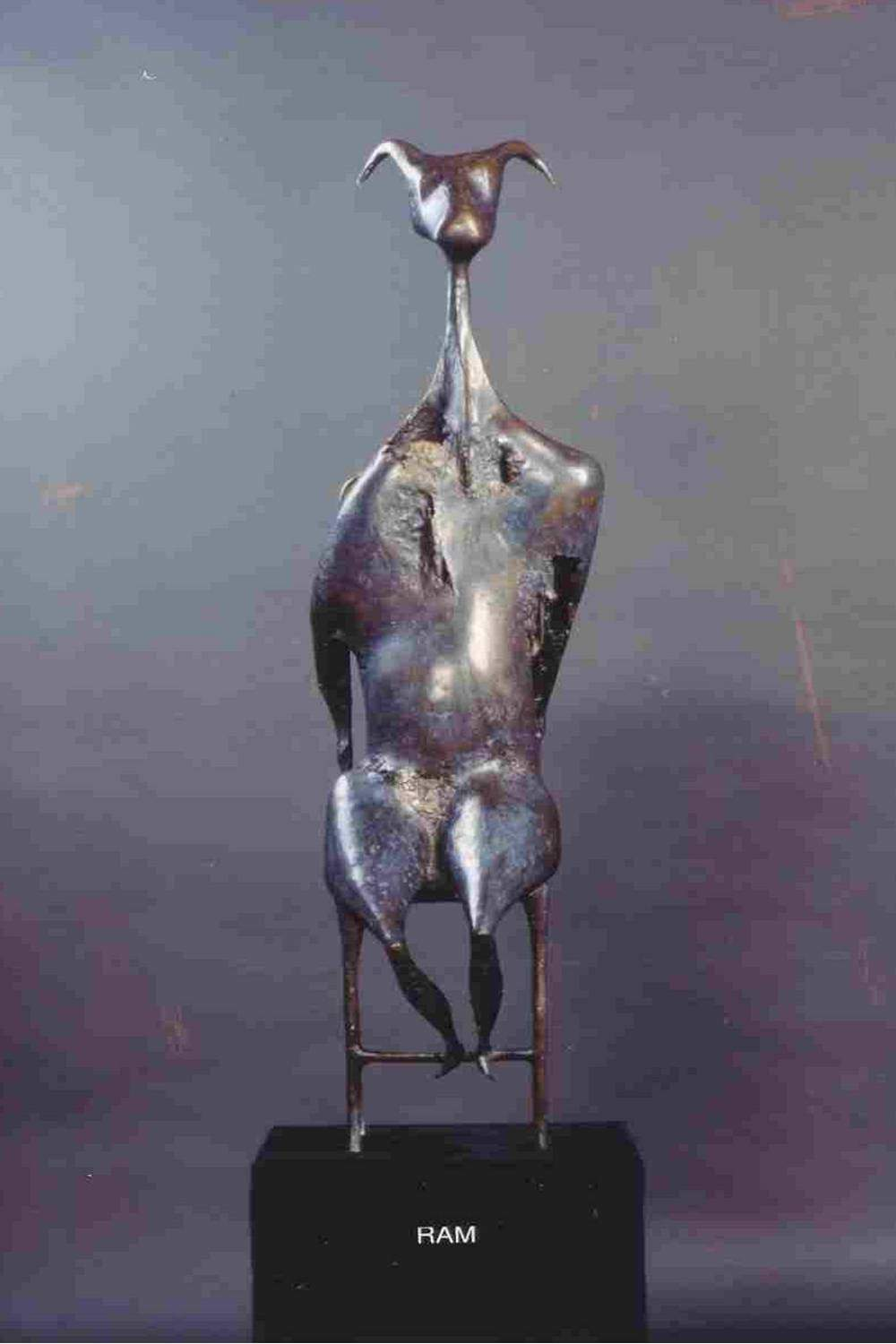
Dierenriem Ram,
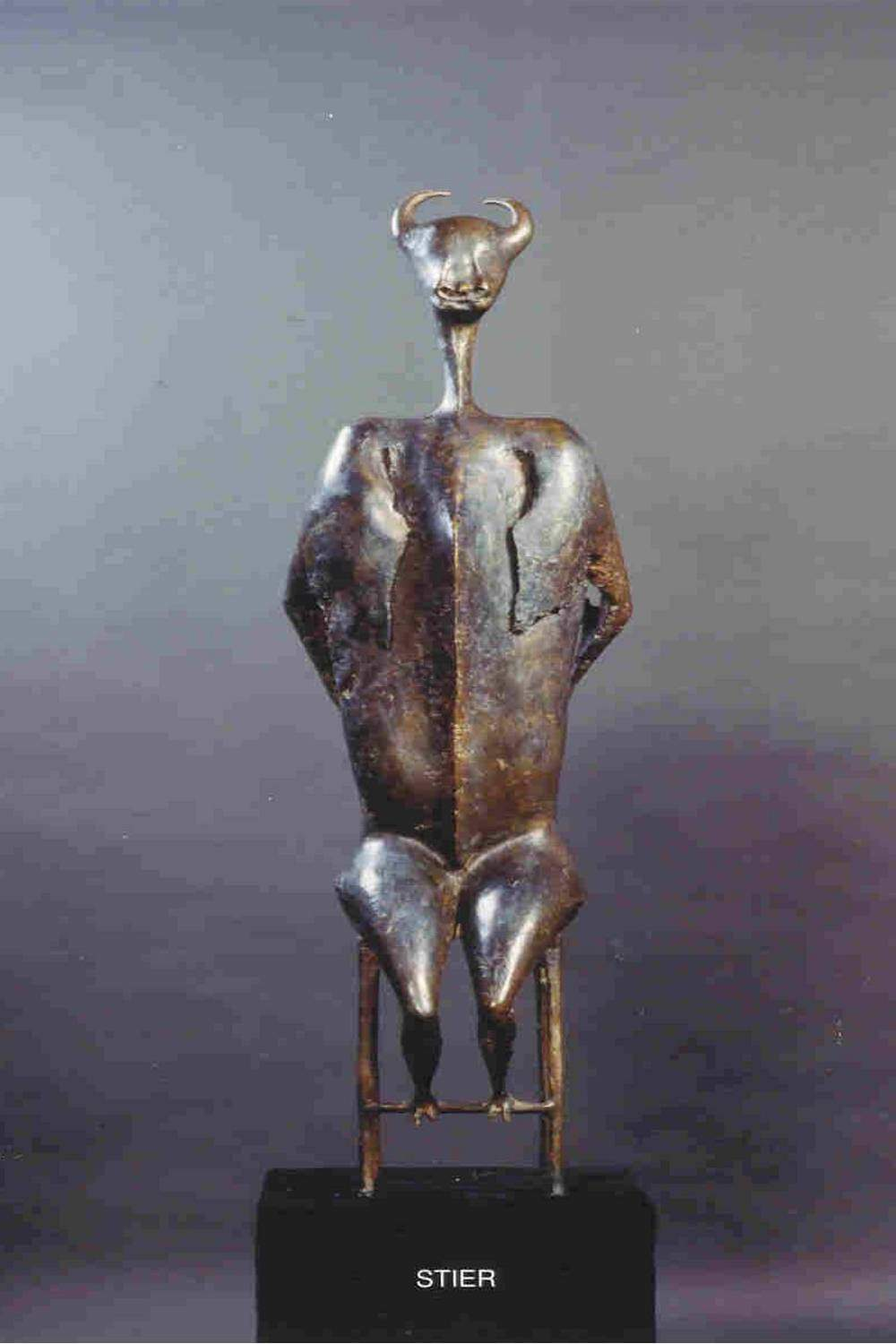
Dierenriem Stier,
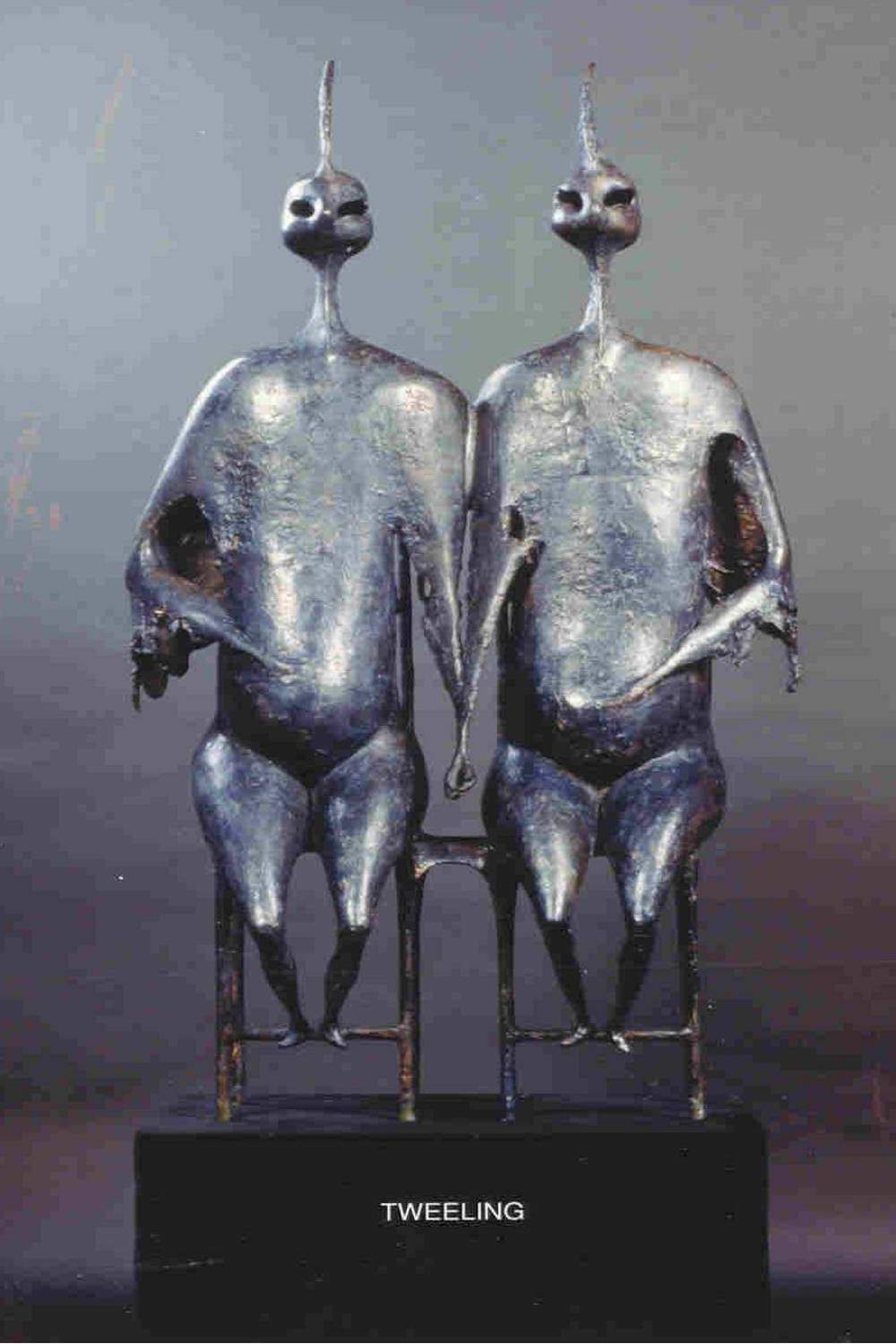
Dierenriem Tweelingen,
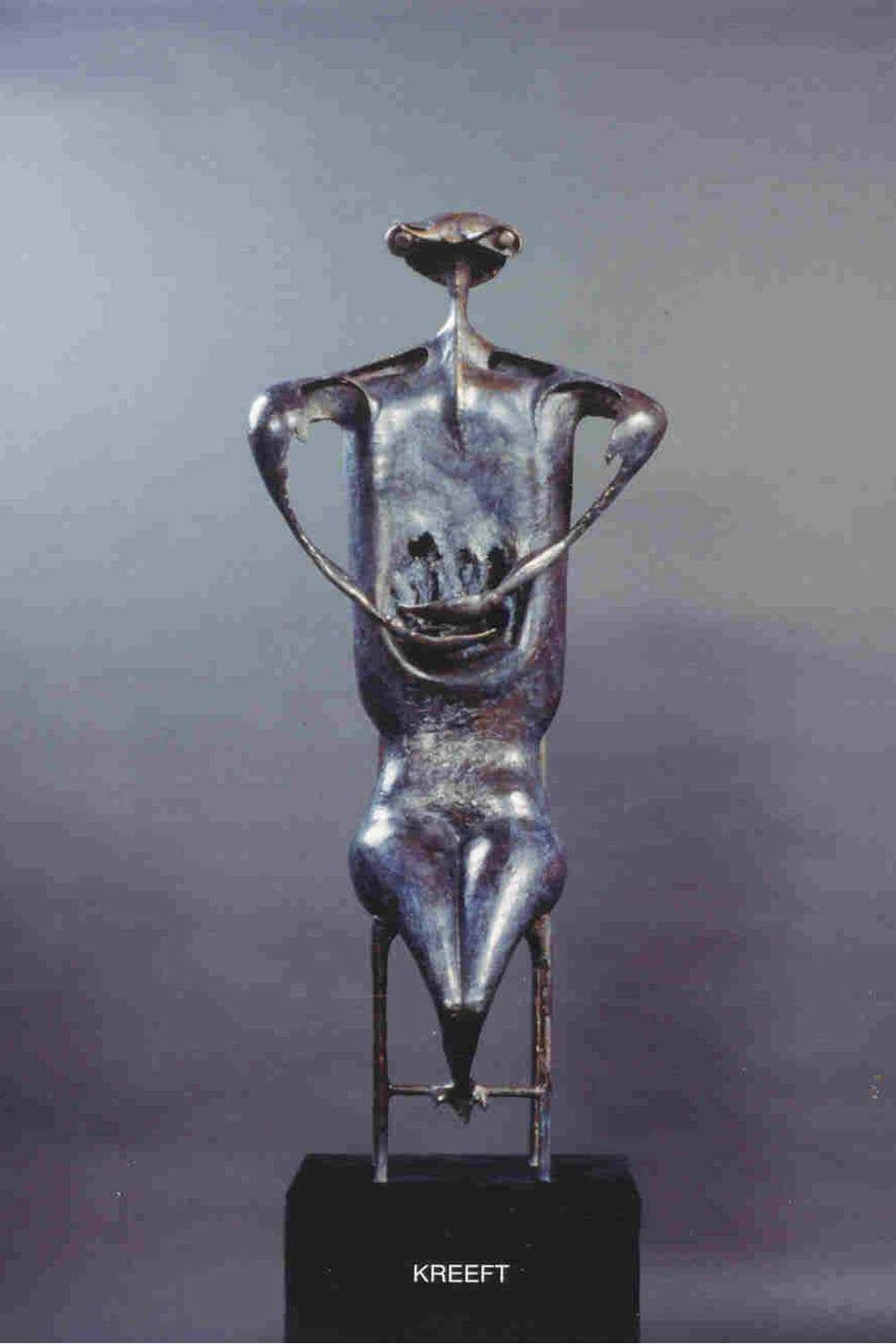
Dierenriem Kreeft,
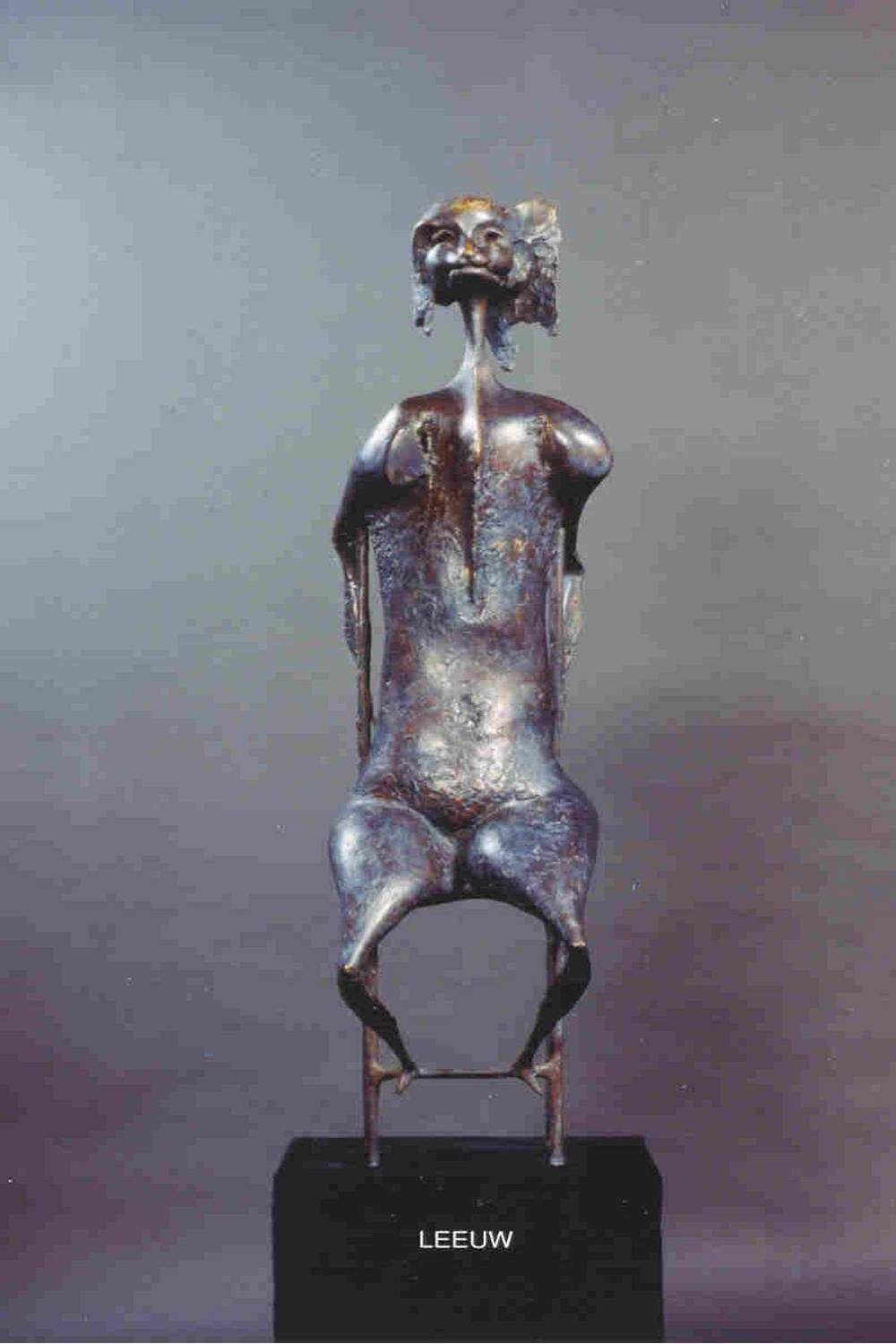
Dierenriem Leeuw,
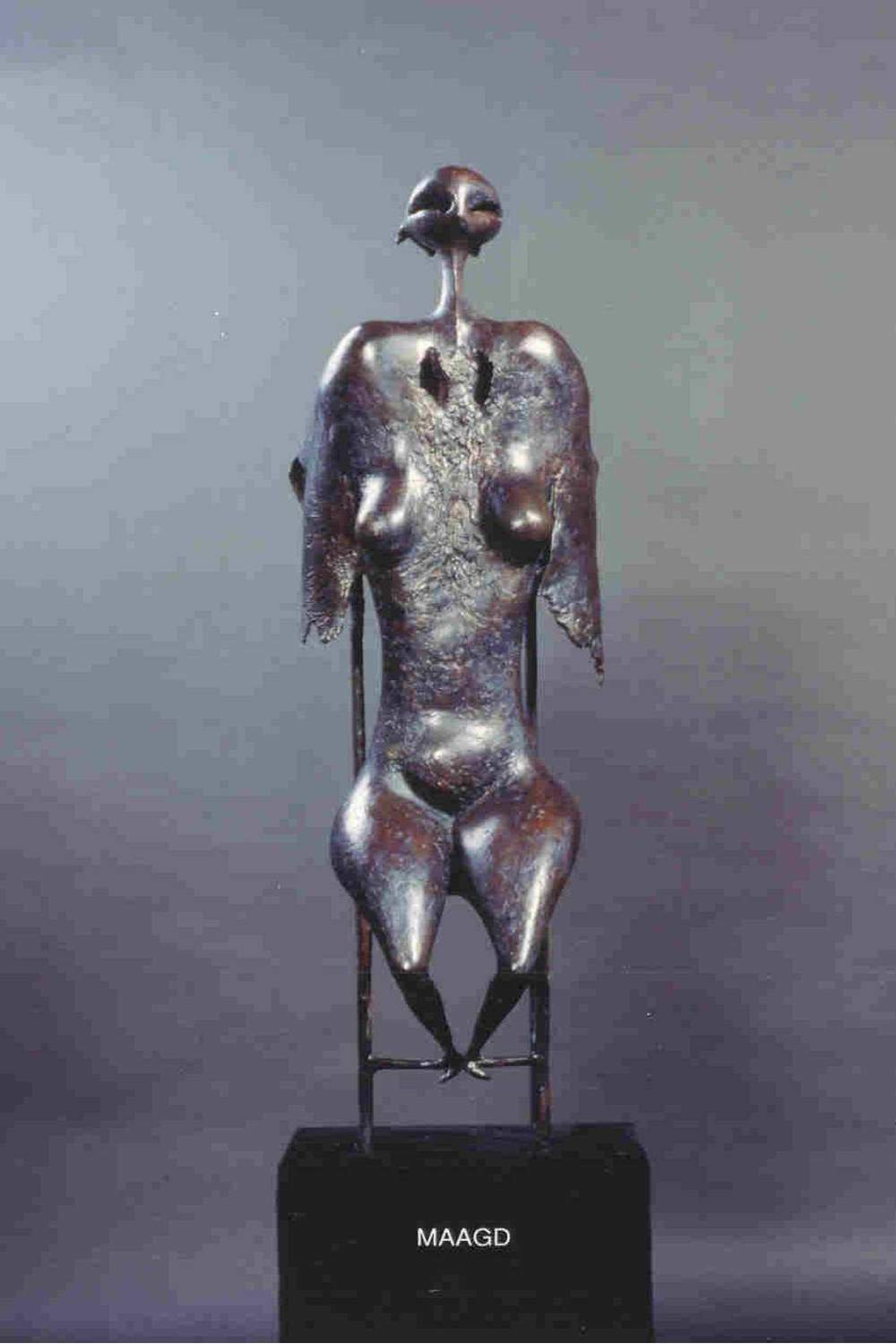
Dierenriem Maagd,
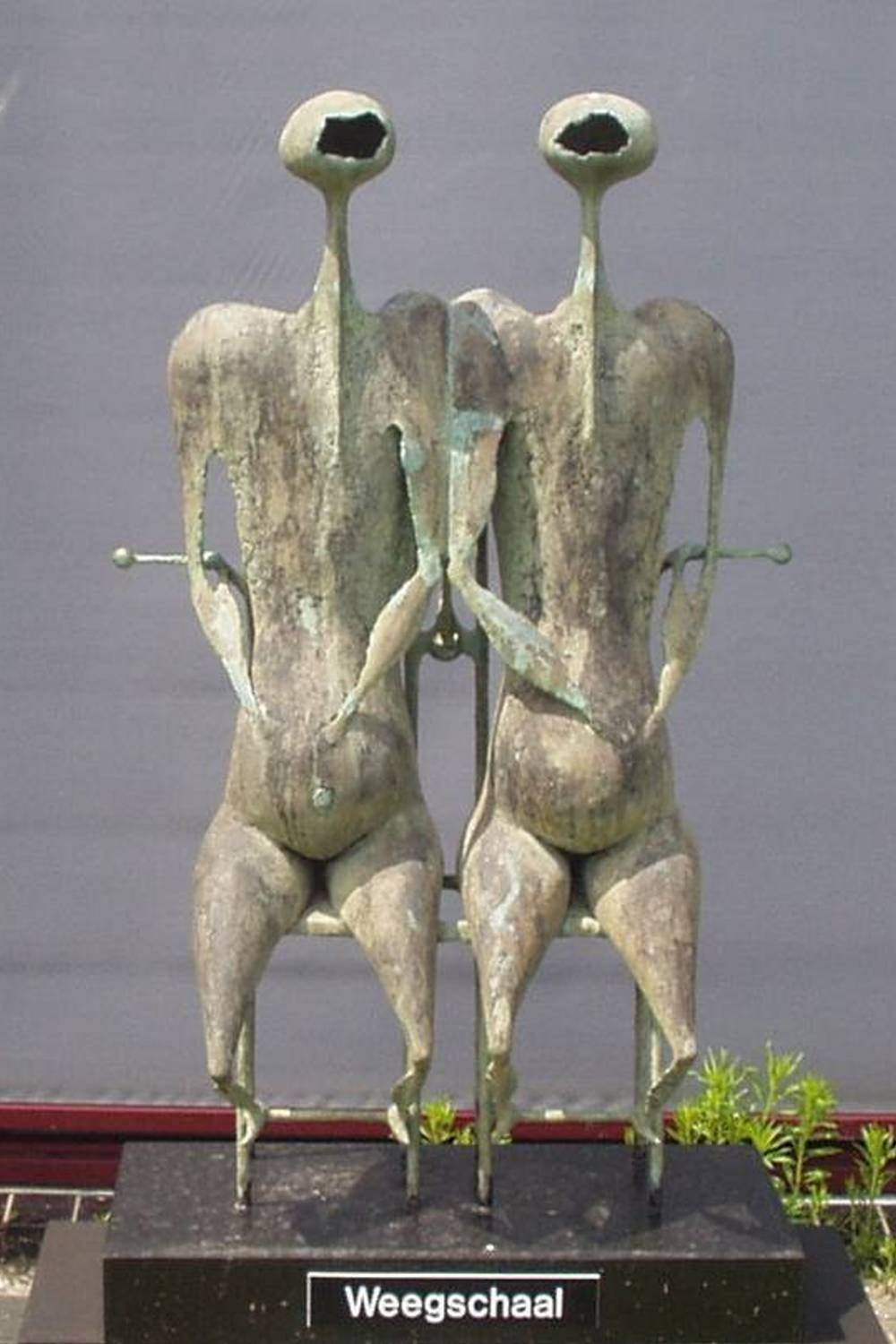
Dierenriem Weegschaal,
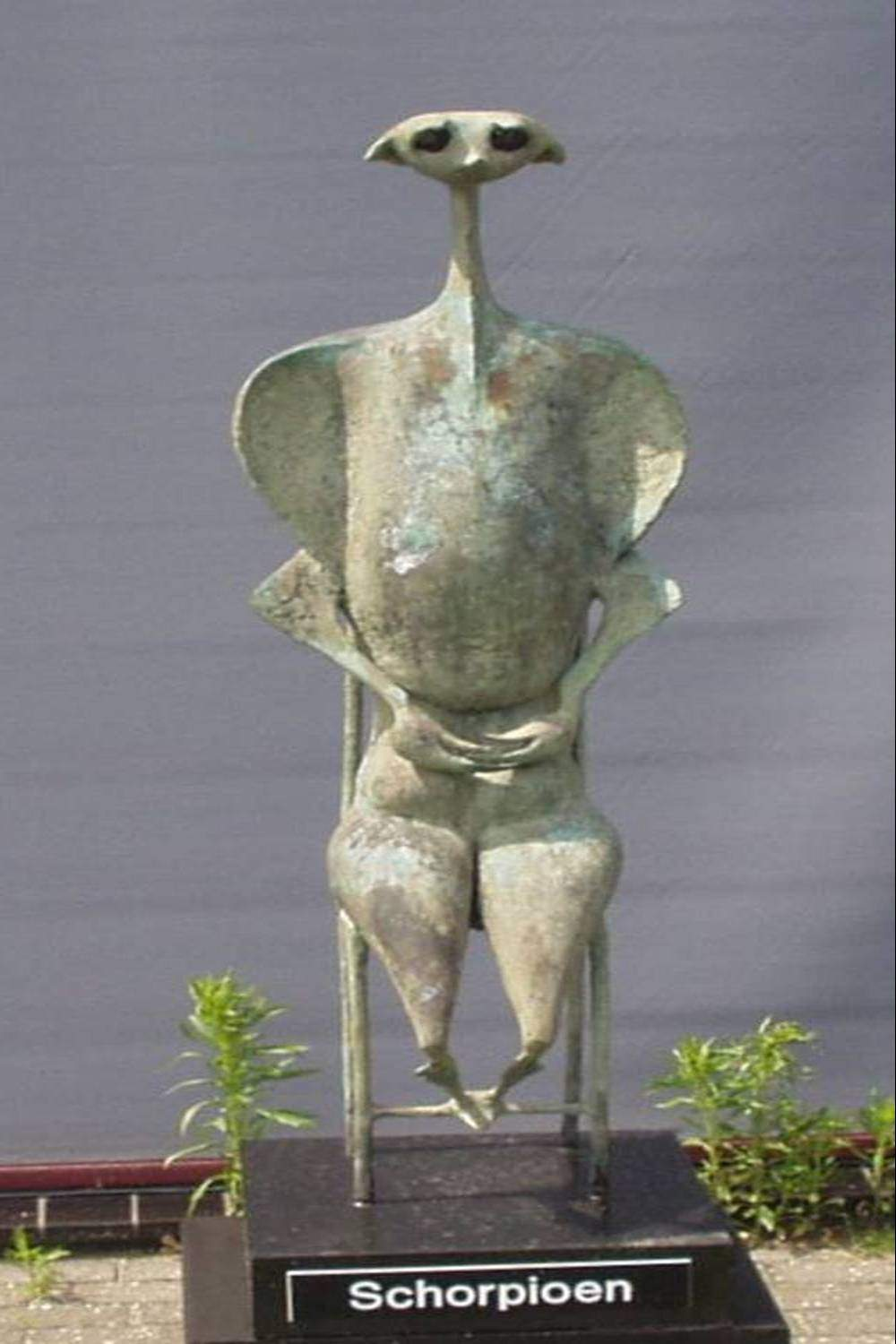
Dierenriem Schorpioen,
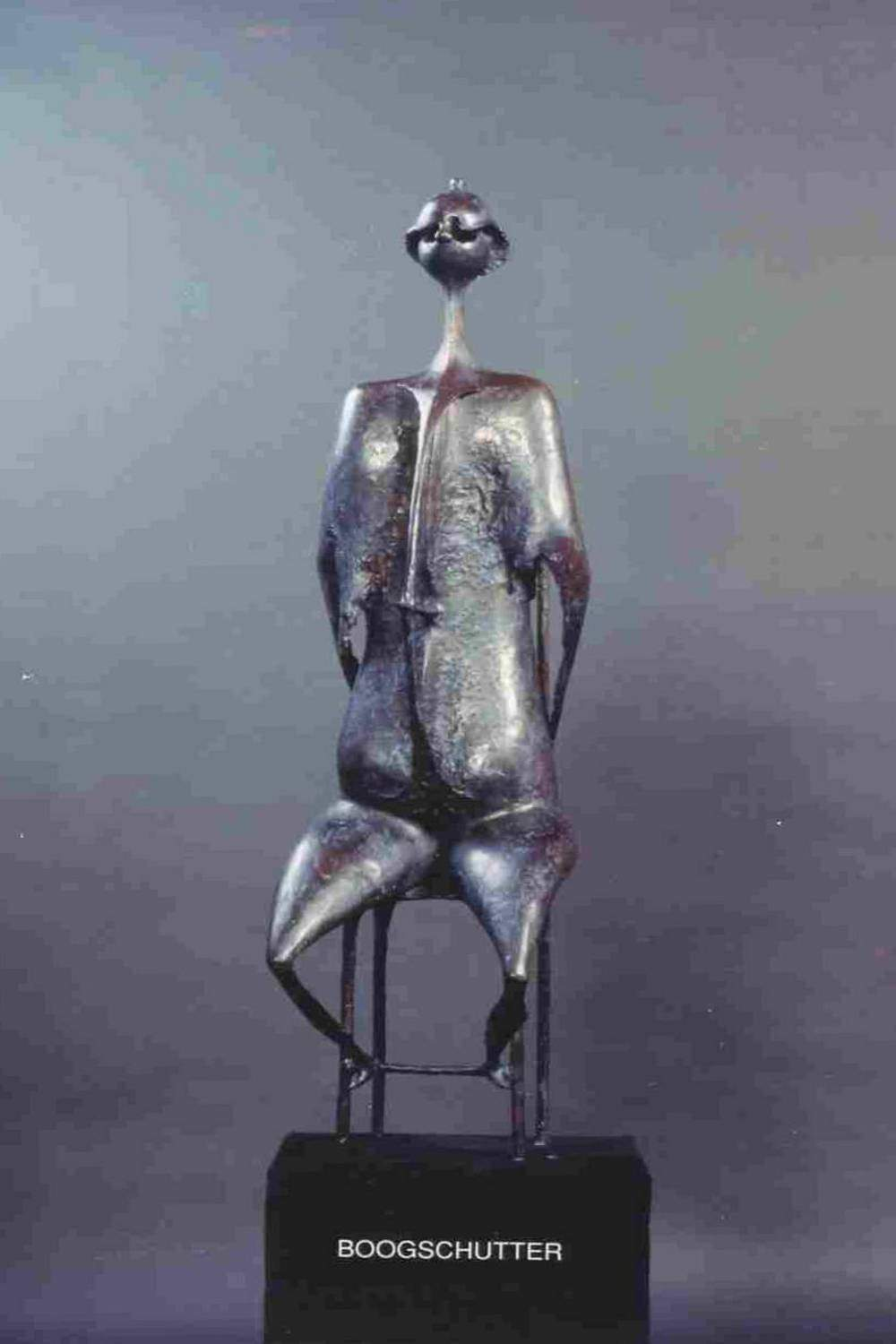
Dierenriem Boogschutter,
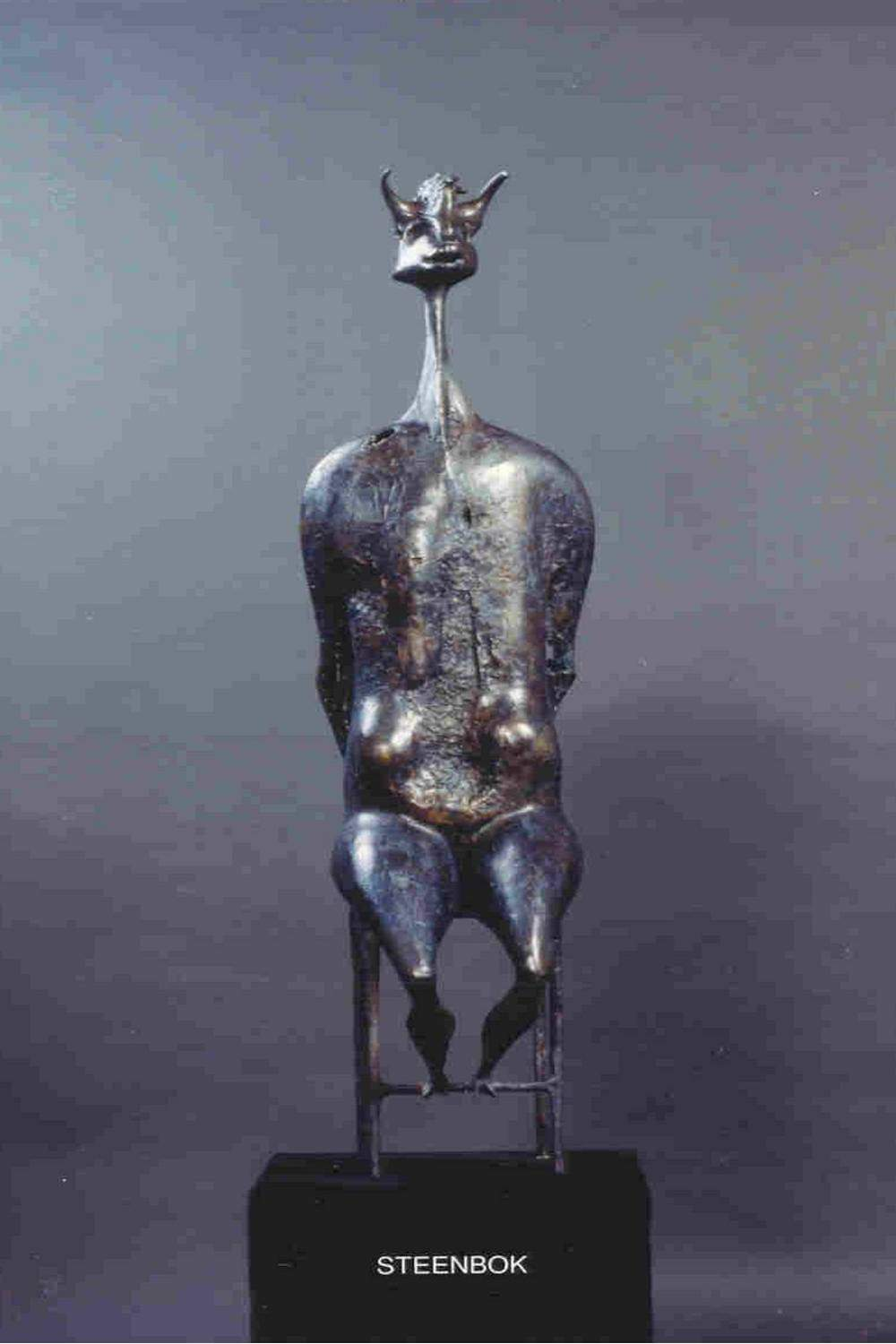
Dierenriem Steenbok,
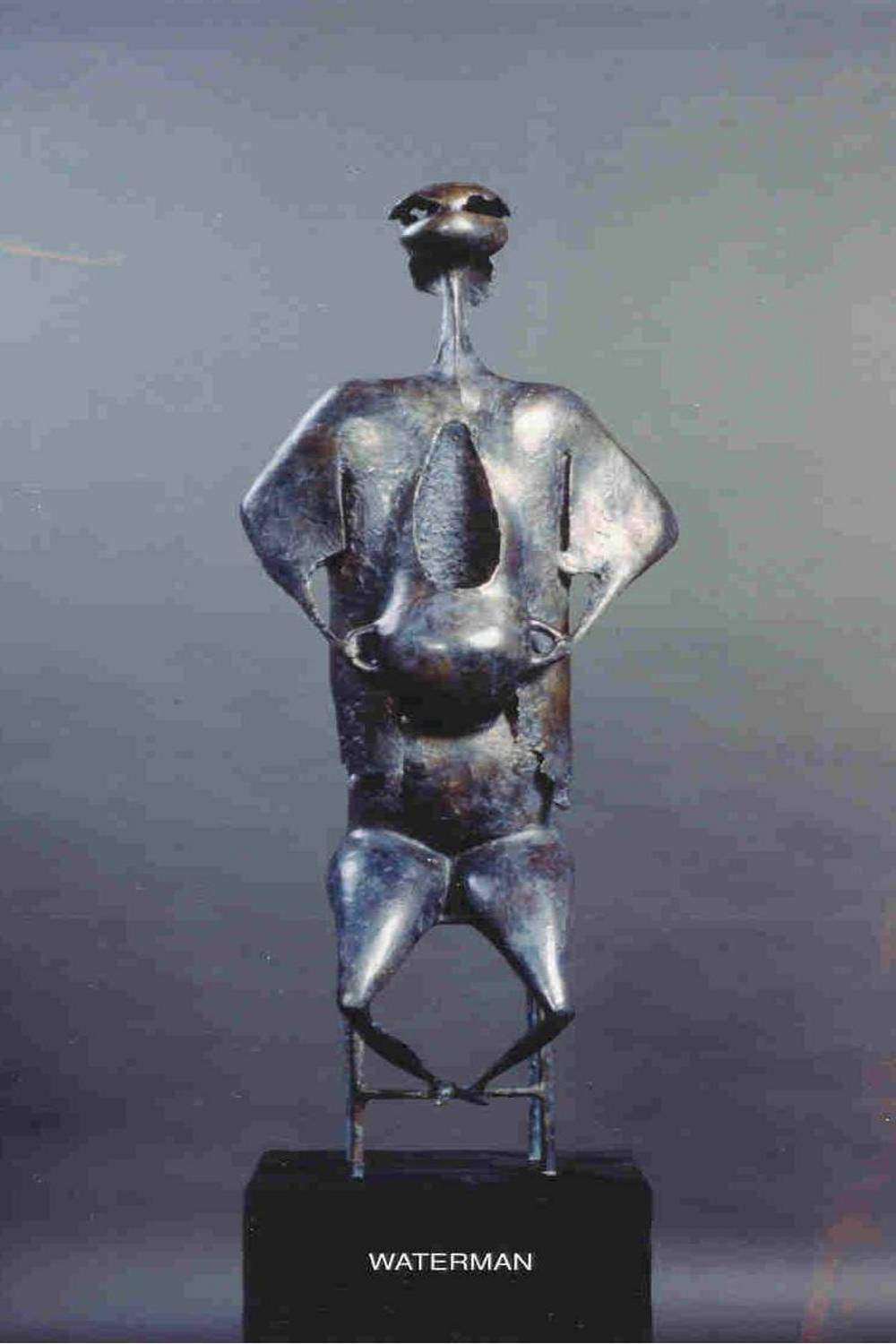
Dierenriem Waterman,
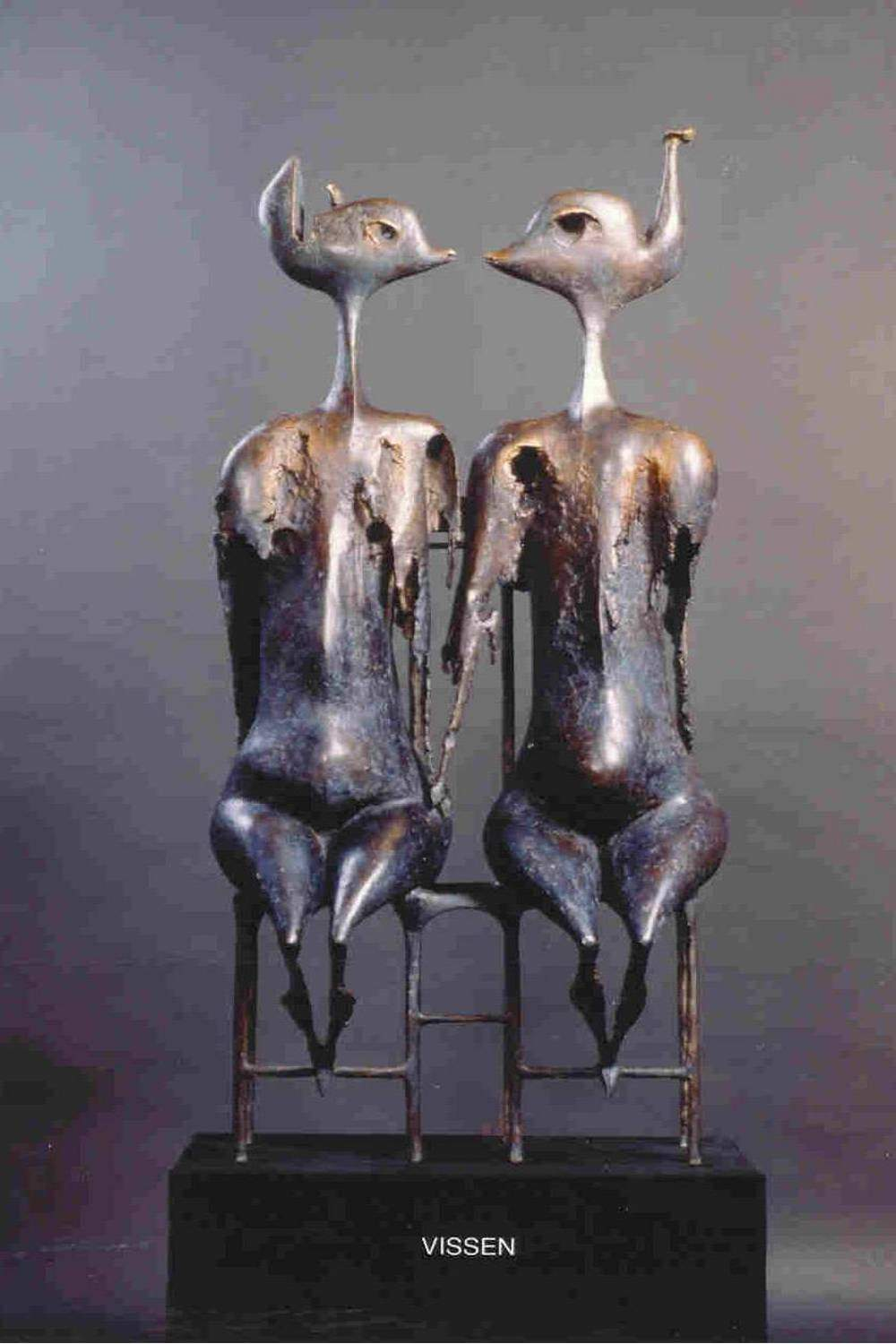
Dierenriem Vissen.

| Geplaatst                                | Omschrijving                                                                                              | Kunstenaar                                                         | Straat                                                                   | Plaats                                       | Materiaal                                                        | Afbeelding |
| ---------------------------------------- | --- | ------------------------------------------------------------------ | ------------------------------------------------------------------------ | -------------------------------------------- | ---------------------------------------------------------------- | ---------- |
| 1991                                     | Verkade                                                                                                   | Frans van der Veld                                                 | Van Limburg Stirumstraat naast R.K. kerk.                                | Noordwijk Binnen                             | bronsplastiek                                                    |            |
| 1992                                     | Balken van Staal                                                                                          | Henny Bal                                                          | Duinwetering                                                             | Noordwijk Binnen                             | gelakt staal                                                     |            |
| 1993                                     | Gekneed Venster                                                                                           | Karen Oude Alink                                                   | Duinwetering                                                             | Noordwijk Binnen                             | brons                                                            |            |
| 1993                                     | Fun Profile (de Gokkast)                                                                                  | Frans van der Veld                                                 | Koningin Wilhelminaboulevard                                             | Noordwijk aan Zee                            | Vier losse staalplaten, gelakt in primaire kleuren.              |            |
| 1994                                     | Vier Windrichtingen                                                                                       | Bert Neelen                                                        | Jan Kroonsplein op trottoir nabij de Bomstraat                           | Noordwijk aan Zee                            | polymethyl-methacrylaat (plexiglas), staal en geperforeerd staal |            |
| 1994                                     | Icarus | Hans van Duin & Willem Bertram                                     | Bonnikeplein                                                             | Noordwijk Binnen                             | (staal)plastiek (gevelbeeld)                                     |            |
| 1996                                     | Hommage aan Gerrit Achterberg                                                                             | Willem Berkhemer                                                   | Zorgcentrum Willem van den Bergh Zwarteweg 20                            | Noordwijk                                    | brons                                                            |            |
| 1998                                     | Encerrado (ingeklemde mannentorso)                                                                        | Joris August Verdonkschot                                          | De Baak, Koningin Astridboulevard                                        | Noordwijk aan Zee                            | natuursteen                                                      |            |
| 1998                                     | Bollenplanter                                                                                             | Frans en Truus van der Veld                                        | Gooweg / Schulpweg                                                       | Noordwijkerhout                              |                                                                  |            |
| 1999                                     | Bollenzifter                                                                                              | Frans en Truus van der Veld                                        | Herenweg / Zilkerduinweg                                                 | De Zilk                                      |                                                                  |            |
| 1999                                     | Bellenblazende zon                                                                                        | Stanislaw Lewkowicz. Architect(en): Van Reijzen en Verbeek, Leiden | Alk, school De Jutter                                                    | Noordwijk Binnen (Vinkeveld)                 | hout                                                             |            |
| 2000                                     | Standbeeld koningin Wilhelmina                                                                            | Kees Verkade                                                       | Boulevardplein (Koningin Wilhelminaboulevard)                            | Noordwijk aan Zee                            | brons                                                            |            |
| 2001                                     | Nederlands-Indië                                                                                          |                                                                    | Oude Zeeweg (naast monument 'Gevallenen' 1952)                           | Noordwijk aan Zee                            | beton en steen                                                   |            |
| 2001                                     | Waternimfen                                                                                               | onbekend                                                           | Van de Mortelstraat, bij Zilveren Kruis Achmea (mogelijk verplaatst)     | Noordwijk Binnen                             | opengewerkt beeldje, onder andere van brons                      |            |
| 2001                                     | Ziekzoeker                                                                                                | Frans en Truus van der Veld                                        | Maandagsewetering / Schelftweg                                           | Noordwijkerhout                              |                                                                  |            |
| 2002                                     | Visser en vissersvrouw                                                                                    | Frans en Truus van der Veld                                        | Groot Hoogwaak                                                           | Noordwijk aan Zee                            | brons                                                            |            |
| 2002                                     | Amandelen                                                                                                 | Andok Cléonne Visser                                               | Van de Mortelstraat, Achmea (Zilveren Kruis) (mogelijk verplaatst)       | Noordwijk Binnen                             | met rubber omringde 'noten' van natuursteen?                     |            |
| 2003                                     | Gedenktegel Stephan Hendriksen (zie ref voor meer foto's)                                                 | Jeanet Honig                                                       | De Grent, bij VVV-gebouw                                                 | Noordwijk aan Zee                            | geglazuurde mozaieksteen                                         |            |
| 2004                                     | Zeemeermin                                                                                                | Berry Holslag                                                      | Picképlein                                                               | Noordwijk aan Zee                            | keramiek                                                         |            |
| 2005                                     | Poëzie aan de muur                                                                                        | Joke C. Bos                                                        | Vuurtorenplein                                                           | Noordwijk aan Zee                            | verf                                                             |            |
| 2005                                     | Kapel van Langhevelt                                                                                      |                                                                    | Kerk, Maria ter Zee                                                      | Noordwijk aan Zee (Voorheen Langevelderslag) | hardstenen zuilen, 14e eeuw                                      |            |
| 2006                                     | Schelpenvisser                                                                                            | Peter Petersen (1947)                                              | Achter de Parallel Boulevard, Schoolstraat 67                            | Noordwijk aan Zee                            | brons                                                            |            |
| 2007                                     | Wethoudersbankje                                                                                          | Frans van der Veld                                                 | Hoofdstraat (Schelpenplantsoen)                                          | Noordwijk aan Zee                            | brons                                                            |            |
| 2007                                     | Family | Jurriaan van Hall                                                  | Koningin Wilhelminaboulevard                                             | Noordwijk aan Zee                            | marmer (2,30 meter hoog)                                         |            |
| ca. 2008                                 | Twee Giraffen                                                                                             |                                                                    | Lindenplein 1                                                            | Noordwijk Binnen                             |                                                                  |            |
| 2011                                     | Rennend Naakt met Hinde                                                                                   | Charlotte van Pallandt                                             | Raadhuisplein                                                            | Noordwijk Binnen                             | brons op betonnen voet                                           |            |
| 2013                                     | Inner Space Out (verplaatst vanaf meerdere locaties en in langdurige bruikleen gegeven aan de Space Expo) | Jurriaan van Hall                                                  | Space Expo                                                               | Noordwijk Binnen                             | gebrand piepschuim                                               |            |
| 2014 (herplaatst)                        | De rode zon                                                                                               | Rotonde bij Leeuwenhorst                                           | Jos Hachmang                                                             | Noordwijkerhout / grens Noordwijk            | metaal en diverse materialen                                     |            |
| Jaartal en/of kunstenaar (nog) onbekend: | Tennisspelers, kunstwerk ijsbaan en tennisclub                                                            |                                                                    | Gooweg                                                                   | Noordwijk Binnen                             | staalplaat en beton                                              |            |
| onbekend                                 | Vrouwenfiguur                                                                                             |                                                                    | Lindenplein 1, (achter Twee giraffen, 2008)                              | Noordwijk Binnen                             | natuursteen                                                      |            |
| onbekend (21e eeuw?)                     | Geknikt vierkant                                                                                          | Marius van der Made                                                | Van de Mortelstraat, Achmea (Zilveren Kruis) (waarschijnlijk verplaatst) | Noordwijk Binnen                             | staal                                                            |            |
|                                          | Johannes Vianney (Pastoor van Ars)                                                                        |                                                                    | Sint-Victorlaan 11 (pastorie)                                            | Noordwijkerhout                              |                                                                  |            |
|                                          | The Storytellers                                                                                          | Sarah Michael                                                      | bibliotheek                                                              | Noordwijkerhout                              |                                                                  |            |
|                                          | Maria met kind                                                                                            |                                                                    | Sint-Victorlaan 13 (kerk, tuin)                                          | Noordwijkerhout                              |                                                                  |            |
|                                          | Maria Regina Coeli (Reliëf)                                                                               |                                                                    | Sint-Victorlaan 13 (kosterswoning)                                       | Noordwijkerhout                              |                                                                  |            |
|                                          | Meisje met tulpen                                                                                         |                                                                    | Kleine Schoolstraat (gemeentehuis)                                       | Noordwijkerhout                              |                                                                  |            |
|                                          | Neushoorn                                                                                                 | Robbert Jan Donker                                                 | Victoriberg / Dorpsstraat                                                | Noordwijkerhout                              |                                                                  |            |
|                                          | The Dancing Queen                                                                                         | Fons Versluijs                                                     | Munnekeweij                                                              | Noordwijkerhout                              |                                                                  |            |
|                                          | Bok (of hert?) (dierenweide)                                                                              |                                                                    | Langevelderweg (dierenweide St. BAVO)                                    | Noordwijkerhout                              |                                                                  |            |
|                                          | onbekend                                                                                                  |                                                                    | Koningin Astrid boulevard                                                | Noordwijk                                    |                                                                  |            |

Overig
| Geplaatst                            | Omschrijving                | Beschrijving                        | Straat                         | Plaats            | Materiaal                                       | Afbeelding |
| ------------------------------------ | --------------------------- | ----------------------------------- | ------------------------------ | ----------------- | ----------------------------------------------- | ---------- |
| 17e eeuw                             | Waterput Nederhel           | Beschrijving:                       | Kruising Duinweg-Nieuwe Zeeweg | Noordwijk Binnen  | steen, gemetseld op elkaar staande houten palen |            |
| eind 20e eeuw ? (niet meer aanwezig) | Mensfiguur gezaagd uit boom | Kettingzaagkunst                    | Westeinde                      | Noordwijkerhout   | hout (boom)                                     |            |
| 20e eeuw                             | Anker                       | Nabij gedenkplaat Jan van Kan, 1940 | Bosweg                         | Noordwijk aan Zee | metaal                                          |            |